# Mayday Parade

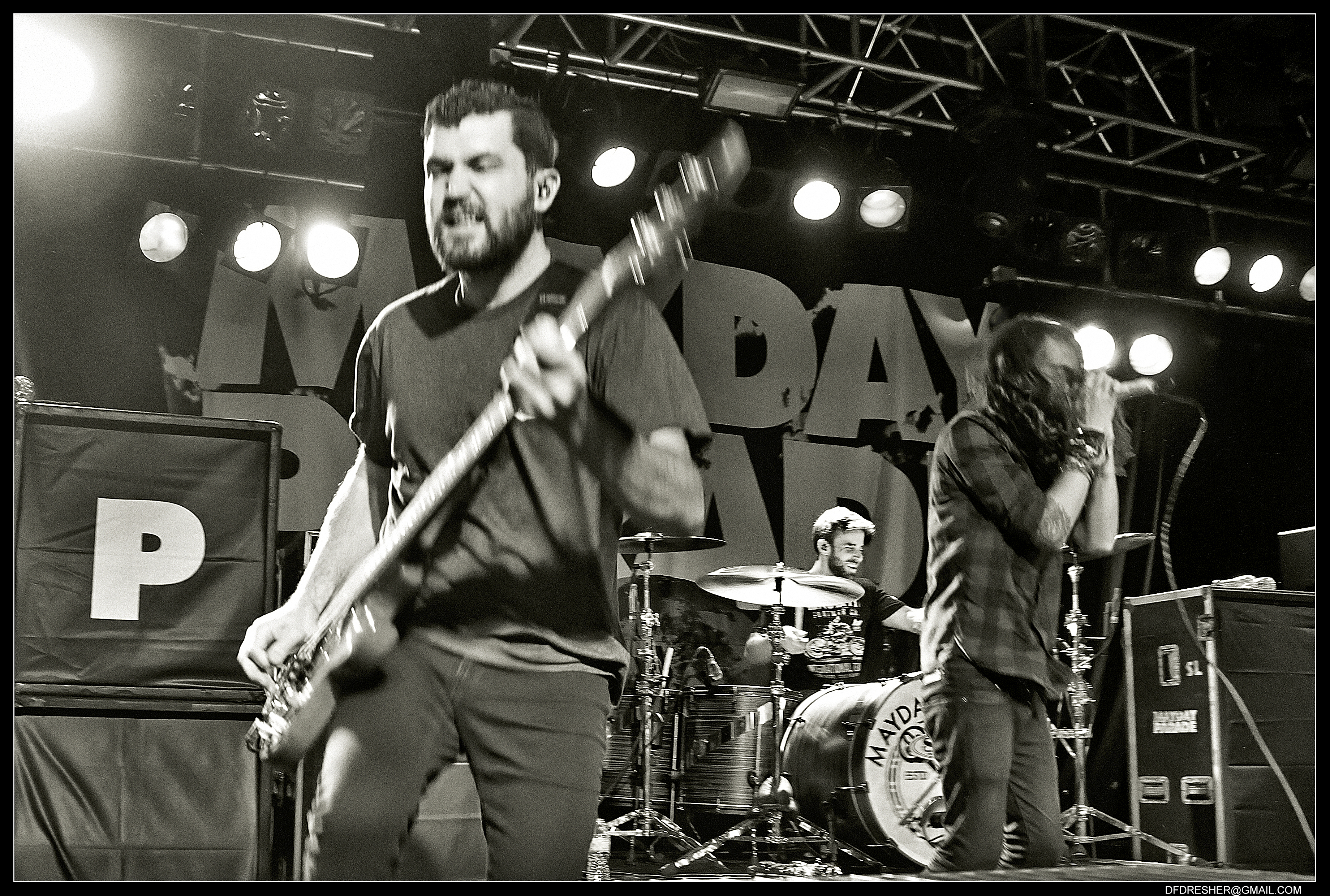
Mayday Parade 2014

Mayday Parade — американський рок-гурт з міста Таллахассі, штат Флорида. Гурт сформувався у 2005 році, коли члени двох популярних місцевих гуртів: «Kid Named Chicago» і «Defining Moment» вирішили об'єднатися. Їх дебютний EP був виданий у 2006 році та розпроданий у кількості 20 тисяч копій без підтримки жодного лейблу. 10 Липня 2007 року Mayday Parade випустили свій перший альбом під назвою «A Lesson in Romantics». Потім гурт підписав контракт зі звукозаписною студією Fearless Records і співпрацював з нею в період з 2006 по 2009 рік, поки не підписав новий контракт зі студією Atlantic Records. Їх другий студійний альбом «Anywhere But Here» був виданий 6 жовтня 2009 року. Третій альбом з однойменною назвою «Mayday Parade» був виданий 4 жовтня 2011 року. Також гурт мав виступи як хед-лайнери на The 2011 Noise Tour разом з такими гуртами, як: You Me at Six, There for Tomorrow, We Are The In Crowd, The Make.
З 2011 року гурт знову співпрацює з лейблом «Fearless Records».

## Склад гурту
Теперішній
- Дерек Сандерс — вокал, клавіші, акустична гітара (з 2005 по теперішній час)
- Джеремі Лензо — бас-гітара, вокал (з 2005 по теперішній час)
- Алекс Гарсія — лід-гітара (з 2005 по теперішній час)
- Брукс Беттс — ритм-гітара (з 2005 по теперішній час)
- Джейк Бандрик — ударні, перкусія, вокал (з 2005 по теперішній час)

Колишні учасники:
- Джейсон Ланкастер — вокал, ритм-гітара (з 2005 по 2007 рр.)

## Дискографія

### Альбоми
- 2007 — «A Lesson in Romantics»
- 2009 — «Anywhere But Here»
- 2011 — «Mayday Parade»
- 2013 — «Monsters in the Closet»

### Сингли та EP
- «Tales Told by Dead Friends» (EP, 7 листопада, 2006)
- «When I Get Home, You're So Dead» (2007)
- «Jamie All Over» (2008)
- «Miserable at Best» (2009)
- «The Silence» (11 серпня, 2009)
- «Kids in Love» (6 квітня, 2010)
- «Valdosta» (EP, 8 березня, 2011)
- «Oh Well, Oh Well» (1 серпня, 2011)
- «When You See My Friends» (9 вересня, 2011)
- «Stay» (2012)
- «Ghosts» (27 серпня, 2013)
- «Girls» (17 вересня, 2013)

### Відеокліпи
| Рік  | Кліп                              |
| ---- | --------------------------------- |
| 2007 | «Black Cat» (live)                |
| 2007 | «When I Get Home, You're So Dead» |
| 2008 | «Jamie All Over»                  |
| 2008 | «Miserable at Best»               |
| 2009 | «The Silence»                     |
| 2010 | «Kids in Love»                    |
| 2011 | «Oh Well, Oh Well»                |
| 2011 | «When You See My Friends»         |
| 2012 | «Stay»                            |
| 2013 | «Girls» (лірик-відео)             |
| 2013 | «12 Through 15» (лірик-відео)     |
| 2013 | «Ghosts»                          |